# Montpeyroux (Dordogne)
Pour les articles homonymes, voir Montpeyroux.
Montpeyroux est une commune française située dans le département de la Dordogne, en région Nouvelle-Aquitaine.

## Géographie

### Communes limitrophes
Montpeyroux est limitrophe de neuf autres communes dont une dans le département de la Gironde. Au sud-ouest, son territoire est distant d'environ 80 mètres de celui de Gardegan-et-Tourtirac et au nord-ouest d'un peu plus de 400 mètres de celui de Francs.
| Minzac                            | Villefranche-de-Lonchat                           | Carsac-de-Gurson |
| Les Salles-de-Castillon (Gironde) | Montpeyroux                                       | Montazeau        |
| Saint-Michel-de-Montaigne         | Bonneville-et-Saint-Avit-de-Fumadières, Montcaret | Saint-Vivien     |

### Géologie et relief

#### Géologie
Situé sur la plaque nord du Bassin aquitain et bordé à son extrémité nord-est par une frange du Massif central, le département de la Dordogne présente une grande diversité géologique. Les terrains sont disposés en profondeur en strates régulières, témoins d'une sédimentation sur cette ancienne plate-forme marine. Le département peut ainsi être découpé sur le plan géologique en quatre gradins différenciés selon leur âge géologique. Montpeyroux est située dans le quatrième gradin à partir du nord-est, un plateau formé de dépôts siliceux-gréseux et de calcaires lacustres de l'ère tertiaire.
Les couches affleurantes sur le territoire communal sont constituées de formations superficielles du Quaternaire et de roches sédimentaires datant du Cénozoïque. La formation la plus ancienne, notée e5-6, est la formation de Guizengeard supérieur (Lutétien supérieur à Bartonien supérieur continental). La formation la plus récente, notée CF, fait partie des formations superficielles de type colluvions indifférenciées sablo-argileuses et argilo-sableuses. Le descriptif de ces couches est détaillé dans  la feuille « no 805 - Sainte-Foy-la-Grande » de la carte géologique au 1/50 000 de la France métropolitaine, et sa notice associée.

Carte géologique de Montpeyroux.

#### Relief et paysages
Le département de la Dordogne se présente comme un vaste plateau incliné du nord-est (478 m, à la forêt de Vieillecour dans le Nontronnais) au sud-ouest (2 m à Lamothe-Montravel). L'altitude du territoire communal varie quant à elle entre 17 mètres et 100 mètres,.
Dans le cadre de la Convention européenne du paysage entrée en vigueur en France le 1er juillet 2006, renforcée par la loi du 8 août 2016 pour la reconquête de la biodiversité, de la nature et des paysages, un atlas des paysages de la Dordogne a été élaboré sous maîtrise d’ouvrage de l’État et publié en octobre 2020. Les paysages du département s'organisent en huit unités paysagères,. La commune fait partie du Landais, au sein de l'unité de paysage « La Double et le Landais », deux plateaux ondulés, dont la pente générale descend de l'est vers l'ouest. À l'est, les altitudes atteignent ainsi les 200 m pour les plus élevées (206 m au sud de Vallereuil). Vers l'ouest, le relief s’adoucit et les altitudes maximales culminent autour des 100 mètres. Les paysages sont forestiers aux horizons limités, avec peu de repères, ponctués de clairières agricoles habitées.
La superficie cadastrale de la commune publiée par l'Insee, qui sert de référence dans toutes les statistiques, est de 23,37 km2,,. La superficie géographique, issue de la BD Topo, composante du Référentiel à grande échelle produit par l'IGN, est quant à elle de 23,8 km2.

### Hydrographie

#### Réseau hydrographique
La commune est située dans le bassin de la Dordogne au sein du Bassin Adour-Garonne. Elle est drainée par la Lidoire, le Lechout, le Rieutord, l'Escuret et par divers petits cours d'eau, qui constituent un réseau hydrographique de 34 km de longueur totale,.
La Lidoire, d'une longueur totale de 49,46 km, prend sa source dans la commune de Bosset et se jette en rive droite de la Dordogne en limite de Castillon-la-Bataille et Lamothe-Montravel, face à Mouliets-et-Villemartin,. Elle borde la commune du nord-est au sud-ouest sur neuf kilomètres et demi, face à Montazeau, Saint-Vivien et Bonneville-et-Saint-Avit-de-Fumadières.
Son affluent de rive droite le Lechout, ou Léchou, traverse le territoire communal du nord au sud-ouest sur huit kilomètres, servant de limite naturelle sur cinq kilomètres et demi, en deux tronçons, face à Villefranche-de-Lonchat et Les Salles-de-Castillon.
Affluent de rive droite du Lechout, l'Escuret, ou ruisseau de l'Escuret, marque la limite communale au nord-est sur plus de 600 mètres, face à Villefranche-de-Lonchat.
Autre affluent de rive droite de la Lidoire, le Rieutord prend sa source 400 mètres au sud du bourg et arrose le territoire communal vers le sud sur deux kilomètres et demi.

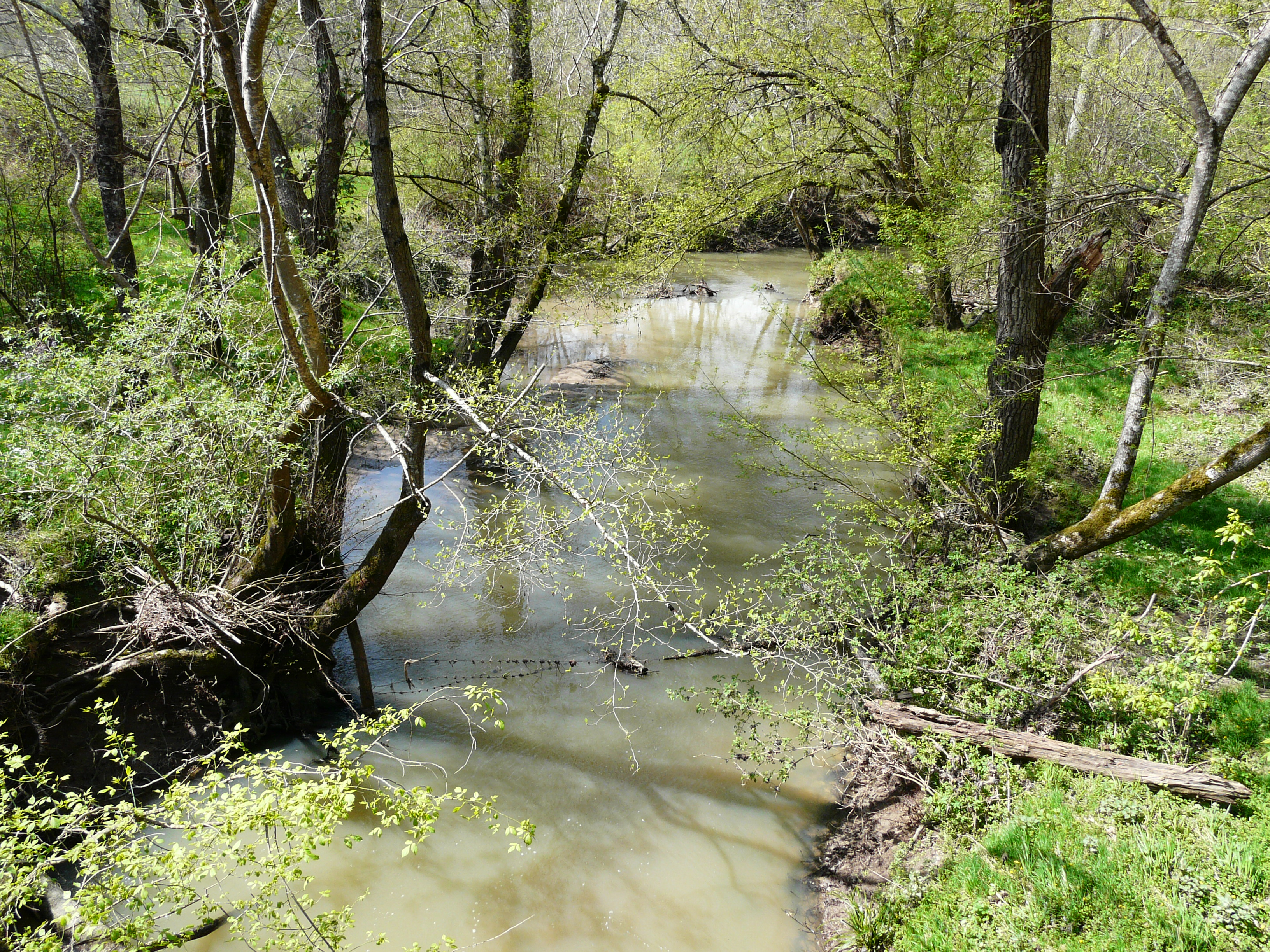
La Lidoire au pont de la RD 10, en limite de Bonneville-et-Saint-Avit-de-Fumadières et Montpeyroux.
Réseaux hydrographique et routier de Montpeyroux.

#### Gestion et qualité des eaux
Le territoire communal est couvert par le schéma d'aménagement et de gestion des eaux (SAGE) « Dordogne Atlantique ». Ce document de planification, dont le territoire correspond au sous‐bassin le plus aval du bassin versant de la Dordogne (aval de la confluence Dordogne - Vézère)., d'une superficie de 2 700 km2 est en cours d'élaboration. La structure porteuse de l'élaboration et de la mise en œuvre est l'établissement public territorial de bassin de la Dordogne (EPIDOR). Il définit sur son territoire les objectifs généraux d’utilisation, de mise en valeur et de protection quantitative et qualitative des ressources en eau superficielle et souterraine, en respect des objectifs de qualité définis dans le troisième SDAGE  du Bassin Adour-Garonne qui couvre la période 2022-2027, approuvé le 10 mars 2022.
La qualité des eaux de baignade et des cours d’eau peut être consultée sur un site dédié géré par les agences de l’eau et l’Agence française pour la biodiversité.

### Climat
Pour des articles plus généraux, voir Climat de la Nouvelle-Aquitaine et Climat de la Dordogne.
Historiquement, la commune est exposée à un climat océanique aquitain.  
En 2020, Météo-France publie une typologie des climats de la France métropolitaine dans laquelle la commune est exposée à un climat océanique et est dans la région climatique  Aquitaine, Gascogne, caractérisée par une pluviométrie abondante au printemps, modérée en automne, un faible ensoleillement au printemps, un été chaud (19,5 °C), des vents faibles, des brouillards fréquents en automne et en hiver et des orages fréquents en été (15 à 20 jours).
Pour la période 1971-2000, la température annuelle moyenne est de 12,7 °C, avec  une amplitude thermique annuelle de 14,9 °C. Le cumul annuel moyen de précipitations est de 841 mm, avec 12 jours de précipitations en janvier et 7 jours en juillet. Pour la période 1991-2020, la température moyenne annuelle observée sur la station météorologique la plus proche, située sur la commune de Port-Sainte-Foy-et-Ponchapt à 15 km à vol d'oiseau, est de 13,8 °C et le cumul annuel moyen de précipitations est de 809,4 mm,. Pour l'avenir, les paramètres climatiques de la commune estimés pour 2050 selon différents scénarios d’émission de gaz à effet de serre sont consultables sur un site dédié publié par Météo-France en novembre 2022.

## Urbanisme

### Typologie
Au 1er janvier 2024, Montpeyroux est catégorisée commune rurale à habitat dispersé, selon la nouvelle grille communale de densité à 7 niveaux définie par l'Insee en 2022.
Elle est située hors unité urbaine et hors attraction des villes,.

### Occupation des sols
L'occupation des sols de la commune, telle qu'elle ressort de la base de données européenne d’occupation biophysique des sols Corine Land Cover (CLC), est marquée par l'importance des forêts et milieux semi-naturels (50,7 % en 2018), une proportion sensiblement équivalente à celle de 1990 (50 %). La répartition détaillée en 2018 est la suivante : 
forêts (50,7 %), zones agricoles hétérogènes (27,9 %), prairies (13,2 %), cultures permanentes (6,9 %), terres arables (1,3 %). L'évolution de l’occupation des sols de la commune et de ses infrastructures peut être observée sur les différentes représentations cartographiques du territoire : la carte de Cassini (XVIIIe siècle), la carte d'état-major (1820-1866) et les cartes ou photos aériennes de l'IGN pour la période actuelle (1950 à aujourd'hui).

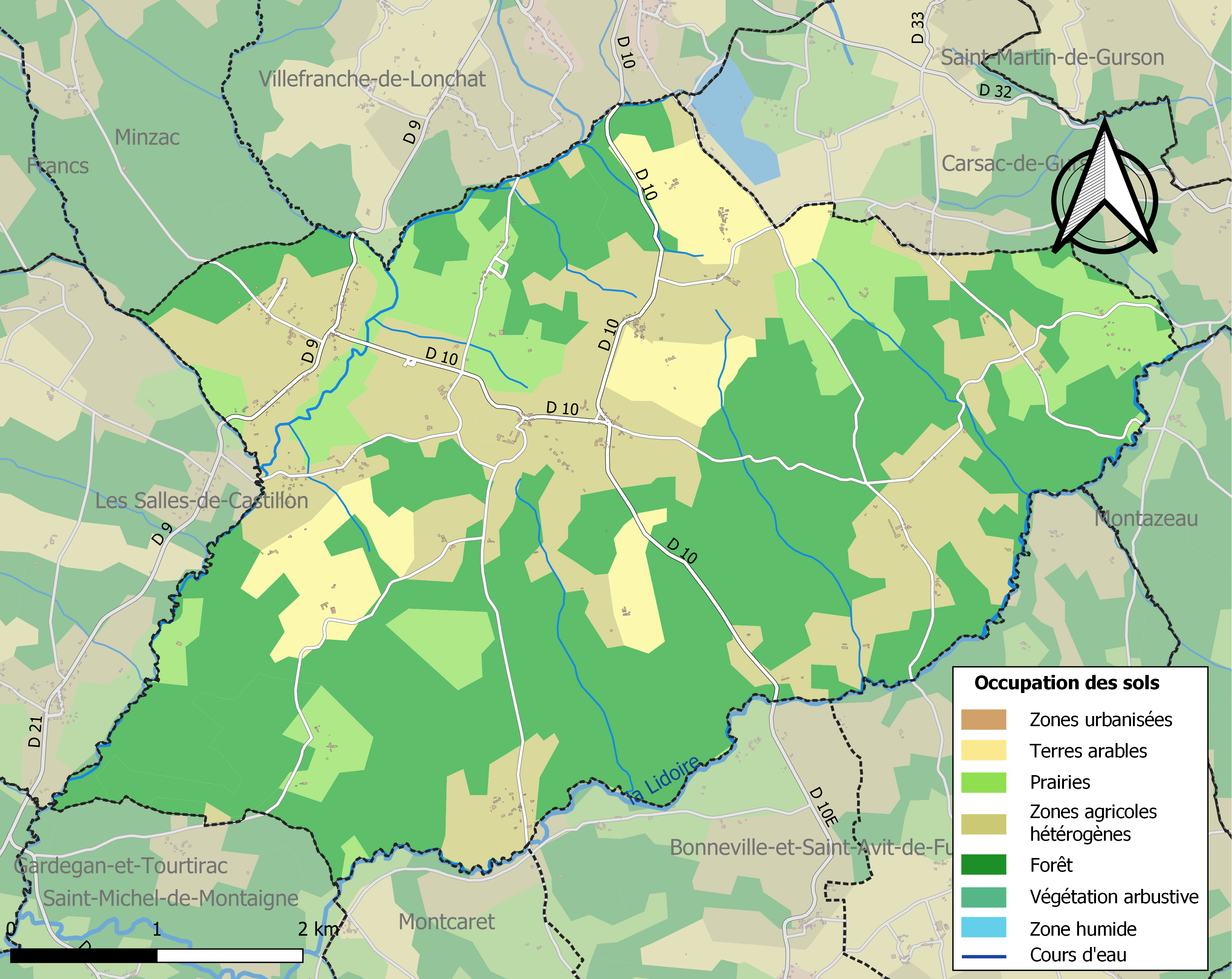
Carte des infrastructures et de l'occupation des sols de la commune en 2018 (CLC).

### Villages, hameaux et lieux-dits
Outre le petit bourg de Montpeyroux proprement dit, le territoire se compose d'autres villages ou hameaux, ainsi que de lieux-dits :
- Beau Champ
- Beaulieu
- le Bernis
- Blaye
- le Bonnadier
- le Bos Vieux
- Bourdelat
- Brandelette
- Cantaloup
- le Cardayre
- la Chambre Haute
- le Chapout
- Chez Piarrot
- Claveau
- les Coulauds
- les Écorces
- Forêt de Saint-Cloud
- le Fumat
- le Gendre
- la Grange
- Jacob
- Lagarde
- les Landes
- la Lidoire
- Magardeau
- Maison Neuve
- Marquat
- le Mayne Gros Bos
- Nicoulaud
- Papassus
- les Parents
- Petit Puy
- le Petit Puy
- le Peycher
- Piconneau
- le Pont de Palot
- Puy Sauvage
- les Quatre Chemins
- Rousselaud
- le Sabatier
- Saint-Cloud
- Sivadou
- Trompette.

### Prévention des risques
Le territoire de la commune de Montpeyroux est vulnérable à différents aléas naturels : météorologiques (tempête, orage, neige, grand froid, canicule ou sécheresse), feux de forêts, mouvements de terrains et séisme (sismicité très faible). Un site publié par le BRGM permet d'évaluer simplement et rapidement les risques d'un bien localisé soit par son adresse soit par le numéro de sa parcelle.
Montpeyroux est exposée au risque de feu de forêt. L’arrêté préfectoral du 14 mars 2013 fixe les conditions de pratique des incinérations et de brûlage dans un objectif de réduire le risque de départs d’incendie. À ce titre, des périodes sont déterminées : interdiction totale du 15 février au 15 mai et du 15 juin au 15 octobre, utilisation réglementée du 16 mai au 14 juin et du 16 octobre au 14 février. En septembre 2020, un plan inter-départemental de protection des forêts contre les incendies (PidPFCI) a été adopté pour la période 2019-2029,.

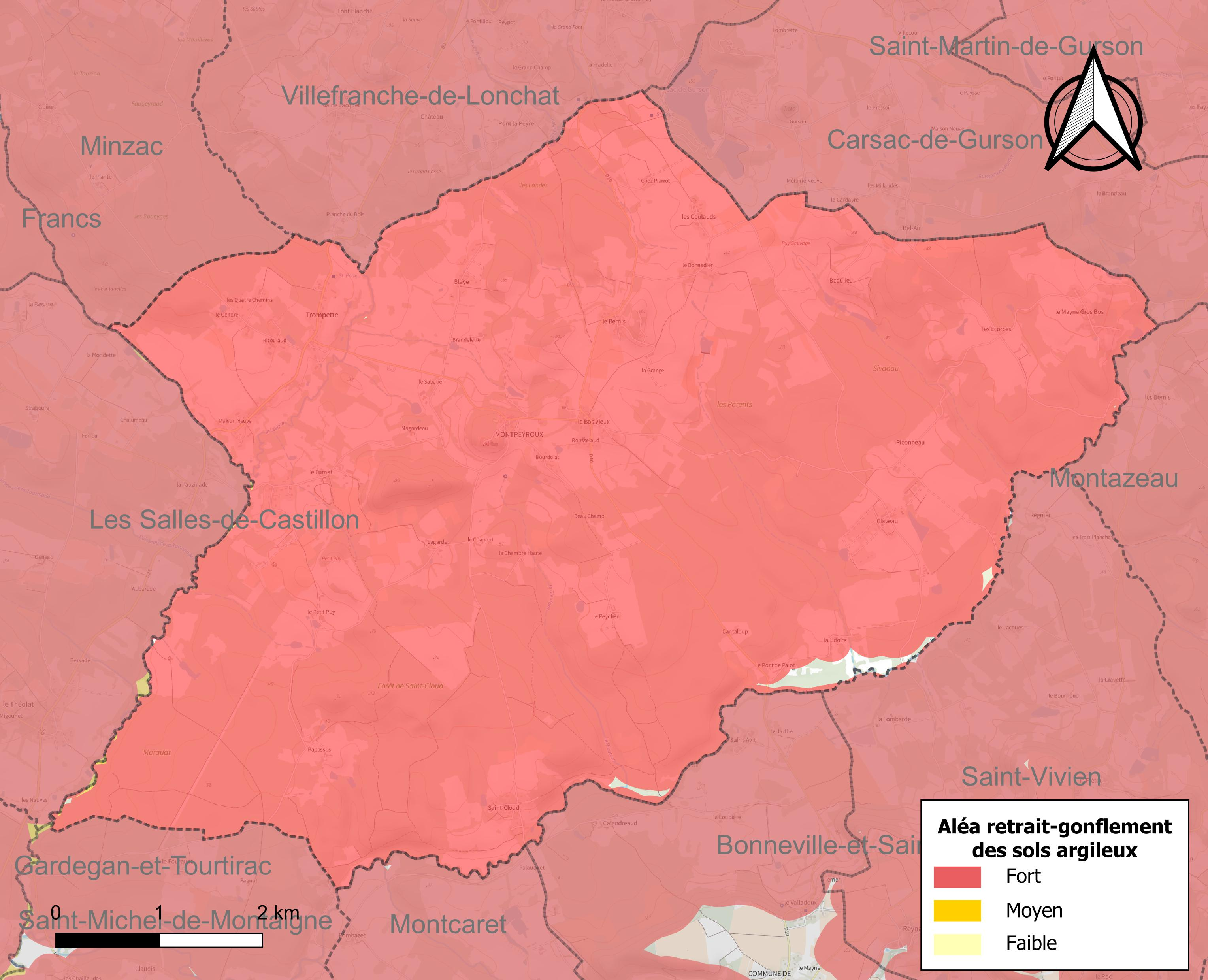
Carte des zones d'aléa retrait-gonflement des sols argileux de Montpeyroux.

Les mouvements de terrains susceptibles de se produire sur la commune sont des tassements différentiels. Le retrait-gonflement des sols argileux est susceptible d'engendrer des dommages importants aux bâtiments en cas d’alternance de périodes de sécheresse et de pluie. 99,4 % de la superficie communale est en aléa moyen ou fort (58,6 % au niveau départemental et 48,5 % au niveau national métropolitain). Depuis le 1er octobre 2020, en application de la loi ÉLAN, différentes contraintes s'imposent aux vendeurs, maîtres d'ouvrages ou constructeurs de biens situés dans une zone classée en aléa moyen ou fort,.
La commune a été reconnue en état de catastrophe naturelle au titre des dommages causés par les inondations et coulées de boue survenues en 1982, 1983, 1999 et 2008, par la sécheresse en 1992, 1995, 2005 et 2011 et par des mouvements de terrain en 1999.

## Toponymie
La première mention écrite connue du lieu, Sanctus Petrus de Monte Petrose, date de l'an 1140 et se réfère à son église. Suivent ensuite au XIIIe siècle Montpeyrot et en 1484 Montpeyros. Ce nom provient de l'occitan mont et peirós signifiant « colline pierreuse ».
En occitan, la commune porte le nom de Mont Peirós,.

## Histoire
En 1794, l'ancienne commune de Saint-Cloud fusionne avec Montpeyroux.

## Politique et administration

### Administration municipale
La population de la commune étant comprise entre 100 et 499 habitants au recensement de 2017, onze conseillers municipaux ont été élus en 2020,.

### Liste des maires
| Période                                  | Période   | Identité             | Étiquette | Qualité   |
| ---------------------------------------- | --------- | -------------------- | --------- | --------- |
| Les données manquantes sont à compléter. |           |                      |           |           |
|                                          |           |                      |           |           |
| 1947                                     | mars 1995 | Louis Lavaud         |           |           |
| mars 1995                                | mars 2008 | Paulette Lacoste     |           |           |
| mars 2008                                | mai 2012  | Thierry Fontaine     | SE        | Agent EDF |
| juillet 2012 (réélu en mai 2020)         | En cours  | Christophe Marceteau |           |           |

## Équipements et services publics

### Justice
Dans le domaine judiciaire, Montpeyroux relève : 
- du tribunal judiciaire, du tribunal pour enfants, du conseil de prud'hommes et du tribunal de commerce de Bergerac ;
- du pôle Nationalité du tribunal judiciaire de Périgueux (compétent uniquement dans le domaine de la nationalité) ;
- de la cour d'appel, du tribunal administratif et de la  cour administrative d'appel de Bordeaux.

## Population et société

### Démographie
Les habitants de Montpeyroux sont les Peyroumontois.
L'évolution du nombre d'habitants est connue à travers les recensements de la population effectués dans la commune depuis 1793. Pour les communes de moins de 10 000 habitants, une enquête de recensement portant sur toute la population est réalisée tous les cinq ans, les populations de référence des années intermédiaires étant quant à elles estimées par interpolation ou extrapolation. Pour la commune, le premier recensement exhaustif entrant dans le cadre du nouveau dispositif a été réalisé en 2006.

En 2022, la commune comptait 502 habitants, en évolution de +13,83 % par rapport à 2016 (Dordogne : +0,37 %, France hors Mayotte : +2,11 %).
| 1793 | 1800 | 1806 | 1821 | 1831 | 1836 | 1841 | 1846 | 1851 |
| ---- | ---- | ---- | ---- | ---- | ---- | ---- | ---- | ---- |
| 631  | 732  | 728  | 727  | 779  | 737  | 837  | 847  | 856  |

| 1856 | 1861 | 1866 | 1872 | 1876 | 1881 | 1886 | 1891 | 1896 |
| ---- | ---- | ---- | ---- | ---- | ---- | ---- | ---- | ---- |
| 853  | 796  | 865  | 809  | 764  | 744  | 631  | 619  | 669  |

| 1901 | 1906 | 1911 | 1921 | 1926 | 1931 | 1936 | 1946 | 1954 |
| ---- | ---- | ---- | ---- | ---- | ---- | ---- | ---- | ---- |
| 691  | 712  | 650  | 687  | 662  | 643  | 585  | 539  | 537  |

| 1962 | 1968 | 1975 | 1982 | 1990 | 1999 | 2006 | 2011 | 2016 |
| ---- | ---- | ---- | ---- | ---- | ---- | ---- | ---- | ---- |
| 514  | 452  | 359  | 318  | 338  | 360  | 409  | 448  | 441  |

| 2021 | 2022 | - | - | - | - | - | - | - |
| ---- | ---- | - | - | - | - | - | - | - |
| 487  | 502  | - | - | - | - | - | - | - |

### Manifestations culturelles et festivités
- Fête locale début août, sur un week-end[53].

## Économie

### Emploi
En 2015, parmi la population communale comprise entre 15 et 64 ans, les actifs représentent 178 personnes, soit 39,8 % de la population municipale. Le nombre de chômeurs (vingt-trois) a légèrement augmenté par rapport à 2010 (vingt-deux) et le taux de chômage de cette population active s'établit à 13,1 %.

### Établissements
Au 31 décembre 2015, la commune compte trente-sept établissements, dont dix-huit au niveau des commerces, transports ou services, huit dans la construction, cinq dans l'agriculture, la sylviculture ou la pêche, trois relatifs au secteur administratif, à l'enseignement, à la santé ou à l'action sociale, et trois dans l'industrie.

## Culture locale et patrimoine

### Lieux et monuments
- Château des Durands, au lieu-dit le Bos Vieux, ne se visite pas
- Château de Matecoulon, XVIe, XVIIIe et XIXe siècles, classé monument historique en 1972 pour ses façades et toitures, le reste du château, les dépendances et le parc étant inscrits en 2003 et 2008[57].
- Église Saint-Pierre-ès-Liens, romane des XIe et XIIe siècles, classée monument historique en 1908[58].
- Près de celle-ci, il y a des jardins privés que l'on peut visiter une fois par an. Ce sont des ruines romaines, notamment un cirque et des bains.
- Croix hosannière de Montpeyroux.
- Le Terte Lagarde, éventuel oppidum sous le sommet duquel existerait un souterrain[59].

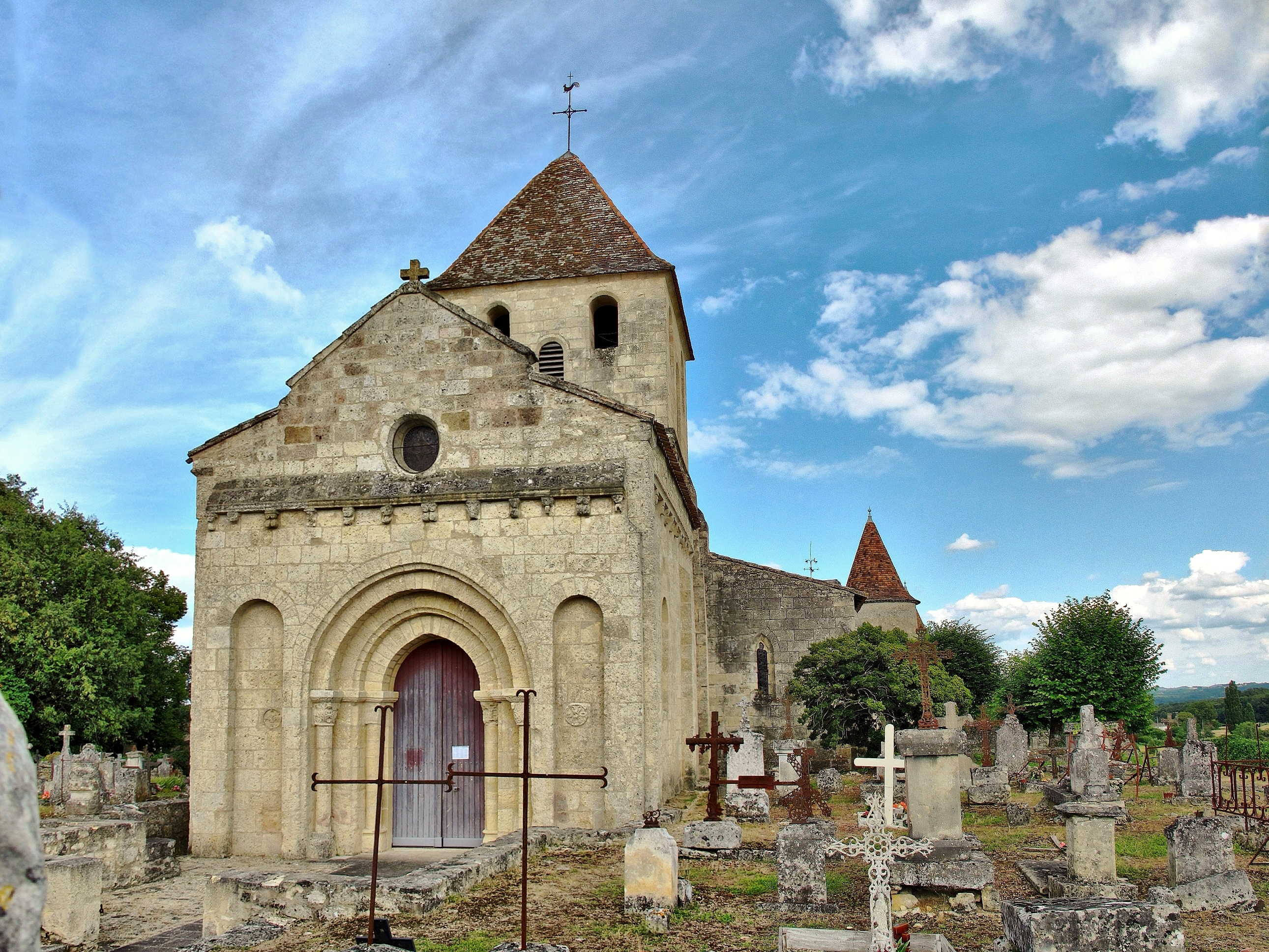
L'église Saint-Pierre-ès-Liens.
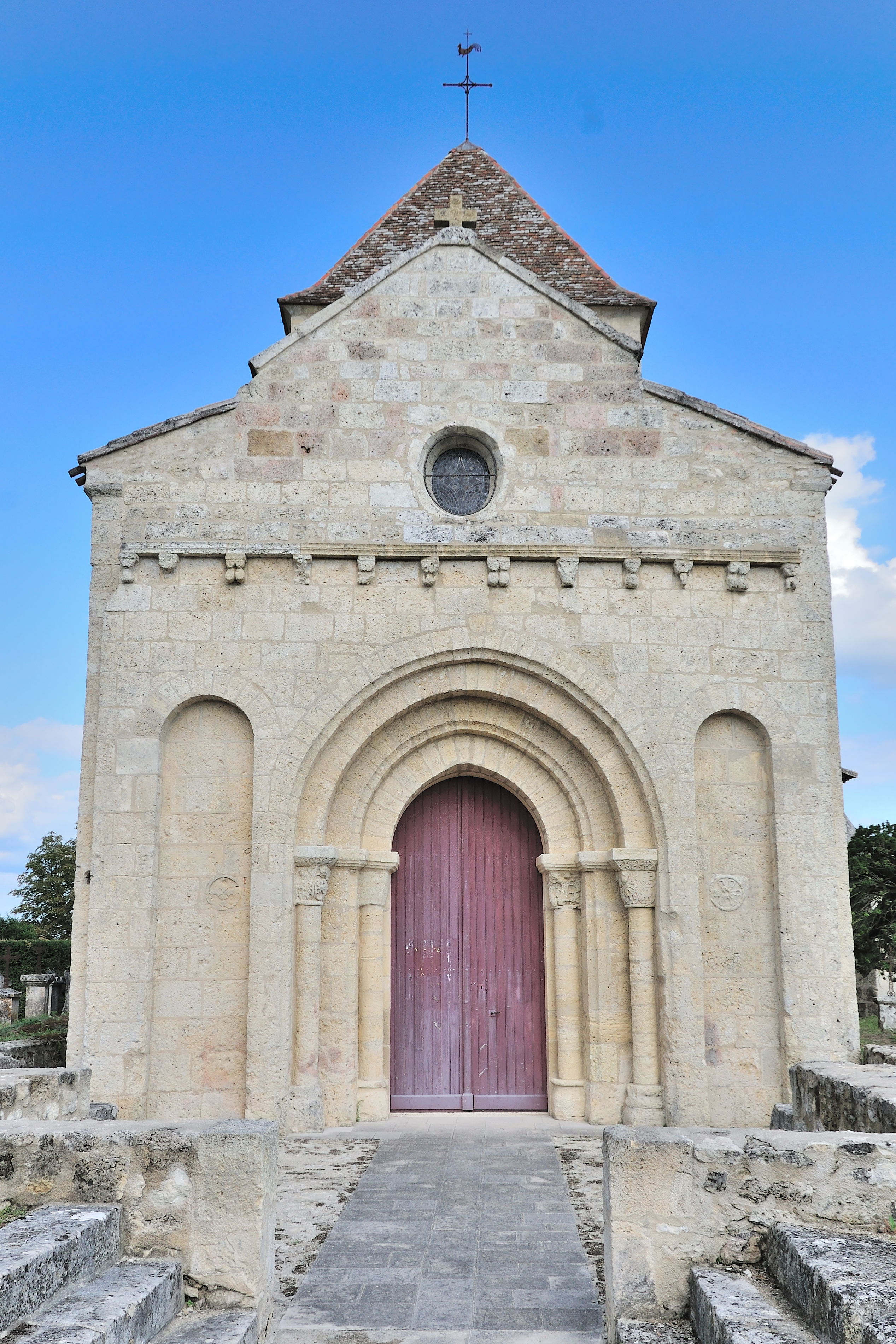
La façade occidentale de l'église.
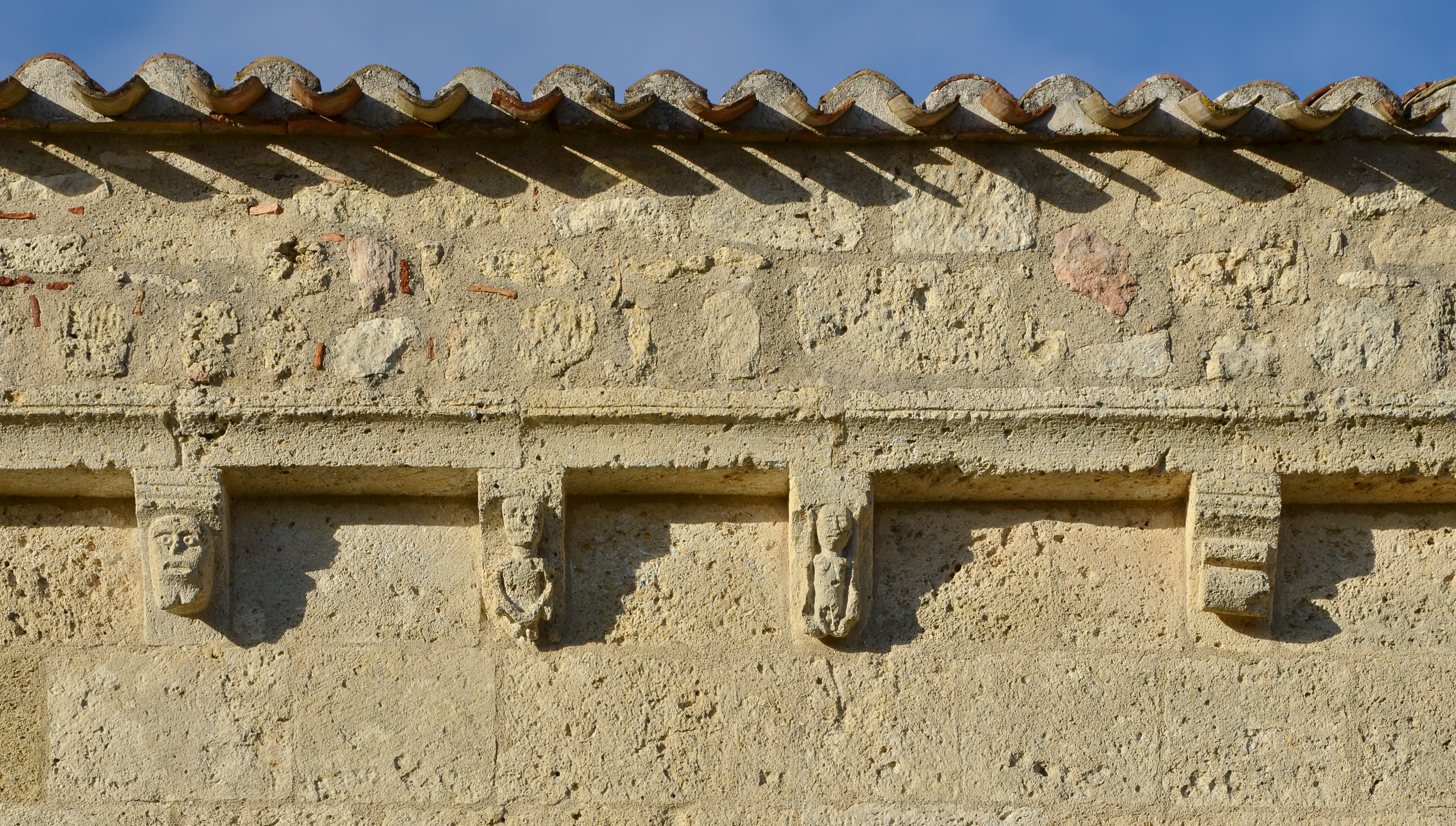
Modillons de l'église.
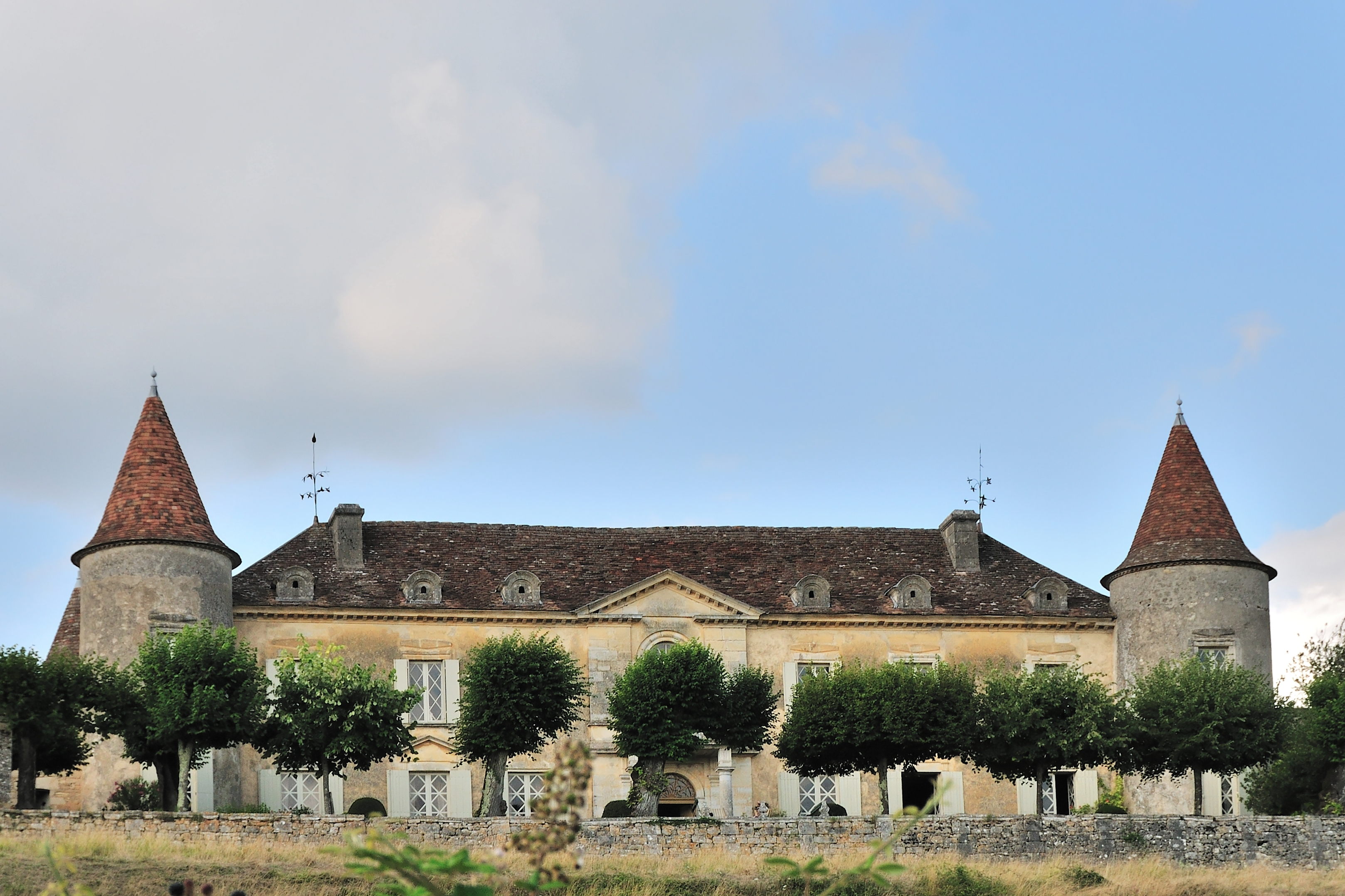
La façade sud du château de Matecoulon.
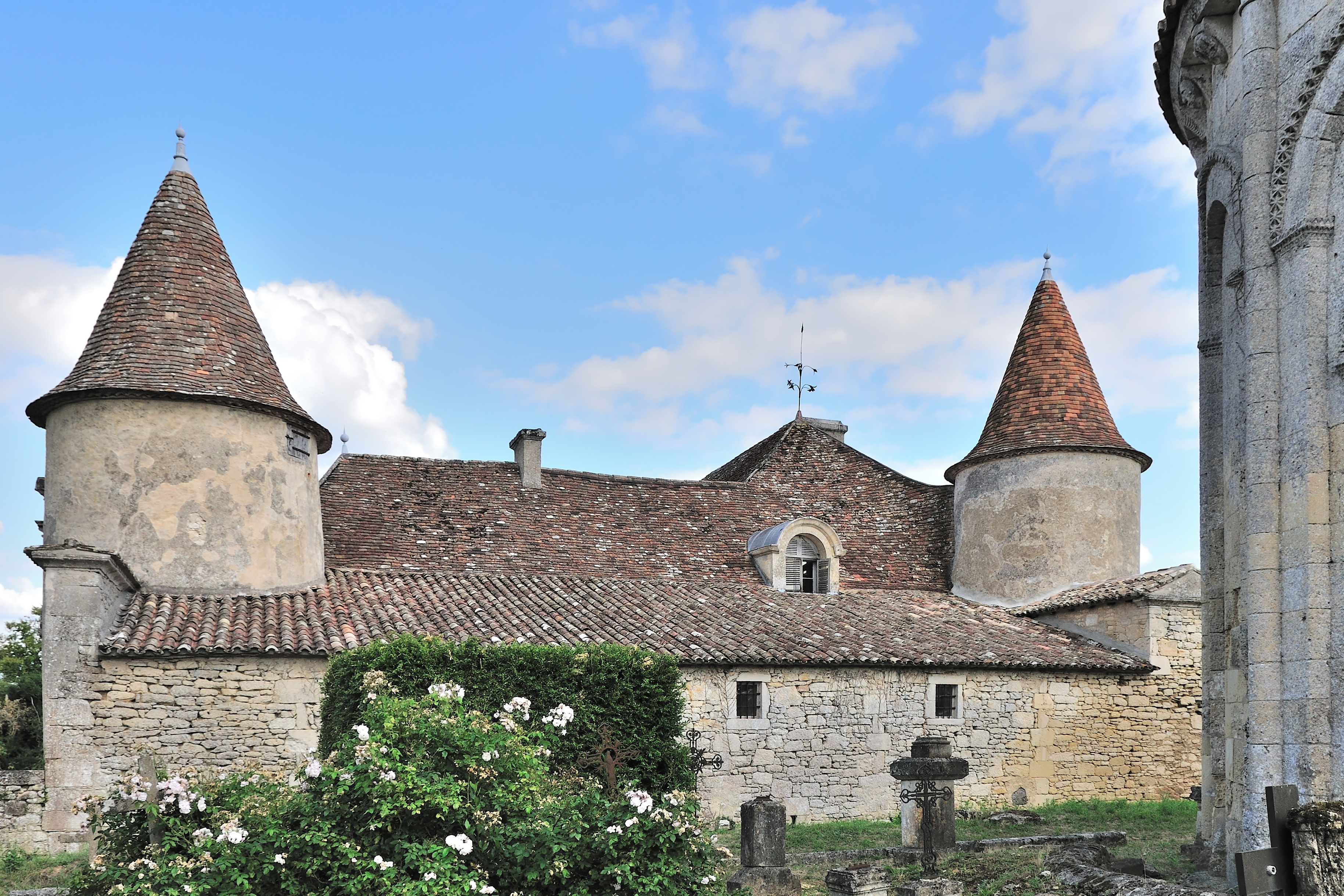
Sa façade occidentale.
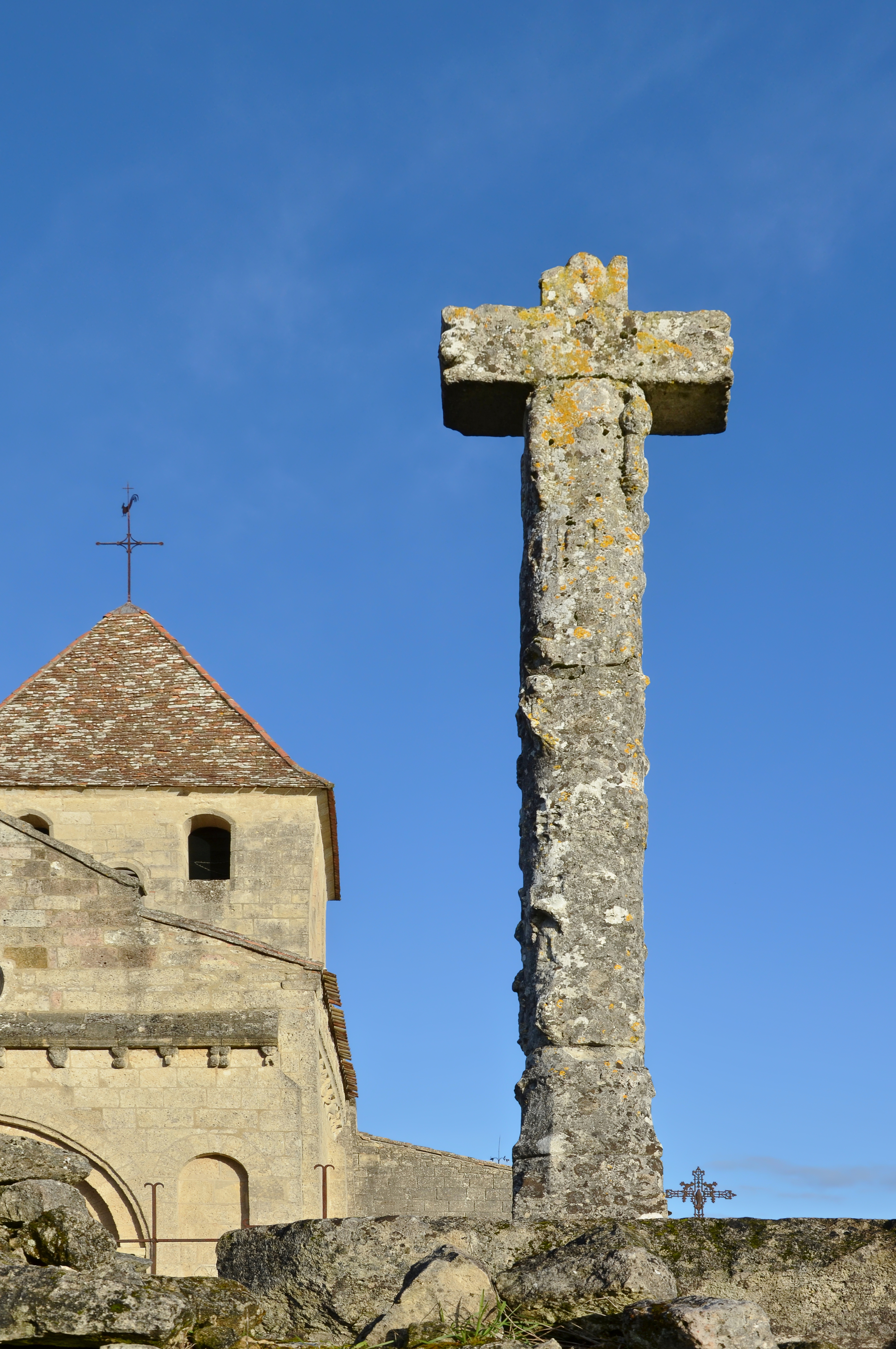
La croix hosannière du cimetière.

### Héraldique
| Blason de Montpeyroux | Blason  | Écartelé : au 1er d’azur à la tour donjonnée d’or maçonnée de sable, au 2e de gueules aux trois fasces d’argent, au 3e de gueules au lion d’argent, au 4e d’azur à la rose d’argent, sur le tout d’azur semé de trèfles d’or à la patte de lion arraché du même armée de gueules brochant en fasce sur le tout. |
| Blason de Montpeyroux | Détails | Le statut officiel du blason reste à déterminer. |

## Pour approfondir